# Maria Novell i Picó
Maria Novell i Picó (Figueres, 17 de març de 1914 - Barcelona, 24 de febrer de 1969) fou una professora, bibliotecària i escriptora. És especialment coneguda pel seu Viatge per la història de Catalunya (1975), explicada per mitjà de narracions i dels seus protagonistes, «gent humil i senzilla que vivien les conseqüències que per a ells tenien els fets de cada època».

## Biografia
Llicenciada en Filosofia, va ingressar a l'Escola de Bibliotecàries l'any 1932 amb el número u de la seva promoció i fou becada per la Generalitat de Catalunya. El 1935 el Claustre de l'Escola la designà per representar el centre al Segon Congrés Internacional de Biblioteques i Bibliografia organitzat per l'IFLA i celebrat a Madrid i a Barcelona. Aquell mateix any es titulà i uns mesos més tard començava a treballar a la Biblioteca de la Universitat de Barcelona. Al mateix temps estudiava la carrera de Filosofia i Lletres i, després de la guerra civil, ja llicenciada, es dedicà a l'ensenyament fent classes de filosofia, història i literatura.
De ben jove va començar a escriure contes i articles. Els anys 1926-1928 ja havia publicat a les revistes Sigronet, El noi català, La dona catalana, Arts i lletres, de Barcelona, i Sol ixent, de Cadaqués. La postguerra emmudeix la seva veu literària fins que el 1964, animada per Joaquim Carbó, inicia una fecunda col·laboració a la revista Cavall Fort amb una sèrie de narracions de la història de Catalunya. La cabra d'or inaugurava la sèrie i, segons Carbó, «l'agilitat i amenitat d'aquest conte no excloïen el rigor i una informació històrica de primera mà. Va ser el primer de la trentena que va il·lustrar Fina Rifà i que representen un dels encerts més grans de la revista: la història viscuda pels qui la sofreixen, no pas pels qui l'orienten i se n'aprofiten». El projecte es proposava abraçar tota la història de Catalunya, però la seva mort prematura l'any 1969 va aturar les narracions al segle xviii.
Formà part del consell de redacció de la revista Cavall Fort i, entre 1965 i 1969, a més de la sèrie sobre la història de Catalunya, hi publica regularment articles, obres de teatre i un guió de còmic, De Balaguer a Kum-Ram, il·lustrat per Manel. Guanya el premi Folch i Torres amb la novel·la Les presoneres de Tabriz i publica dues obres de teatre: Les orenetes i Perot joglar, que el Teatre Experimental Català va estrenar al Teatre Romea el 22 de febrer de 1970. Amb caràcter pòstum, entre 1973 i 1975, es publiquen tres llibres amb treballs seus: la biografia de Jaume el Conqueridor, l'obra dramàtica Tres vegades era un rei... i Viatge per la història de Catalunya, la seva obra més coneguda i difosa, on es recullen totes les narracions històriques publicades a Cavall Fort il·lustrades per Fina Rifà.

## Obres publicades a la revistaCavall Fort

### Narracions de la història de Catalunya
- La cabra d'or (núm. 53)
- Els elefants d'Hanníbal (núm. 54)
- En Daina i els soldats (núm. 56)
- Gal·la Placídia (núm. 57)
- Les aventures d'en Pau Secall (núm. 60)
- L'Arnau se'n va a Terra Santa (núm. 64)
- Els set fills d'en Pere Sabater (núm. 66)
- Els dos amics (núm. 67)
- El tabaler (núm. 69)
- L'home que va fer tard (núm. 71)
- El secret (núm. 75)
- El desafiament (núm. 76)
- La mort d'en Guillot Salvatge (núm. 79)
- La fal·lera d'en Martí (núm. 80)
- El rei astut (núm. 83)
- Les germanes d'en Bernat (núm. 84)
- La pesta (núm. 86)
- Aventura en terres d'Egipte (núm. 90)
- L'home que parlava a la babalà (núm. 93)
- El mercader i el bastaix (núm. 96)
- El remença (núm. 99)
- Paraula per paraula (núm. 105)
- Els tres fills del fargaire (núm. 106)
- Els dos tossuts (núm. 117)
- La badia del coral (núm. 119)
- Senyor i criat (núm. 124)
- Qui té rao, té raó (núm. 142)
- El mercader que es va fer soldat (núm. 143)
- El casament (núm. 145)
- Tres dibuixos i una història (núm. 149)

### Teatre
- El rei presumit (núm. 114)
- El barret de cascavells (núm. 131)
- El llogarret (núm. 133)

### Articles
- Els orígens del teatre (núm. 42)
- Parlem dels gremis (núm. 100)
- Els enigmes (núm. 127)

### Guió de còmic
- De Balaguer a Kum-Ram (núms. 175 a 178)

### Conte
- En Sisó i la Siseta (núm. 164)

## Publicacions en format llibre
- Les presoneres de Tabriz. Il. Llucià Navarro. Barcelona: La Galera, 1967
- Les orenetes. Il. Maria Dolz. Barcelona: Tàber, 1967 (Fem teatre)
- Perot Joglar. Il. Helena Cortés. Barcelona: Tàber, 1968 (Fem teatre)
- Jaume el Conqueridor. Il. de Josep Granyer. Barcelona: Proa, 1973
- Tres vegades era un rei... Il. Xita Camps. Barcelona: La Galera, 1975 (Teatre joc d'equip, 14)
- Viatge per la història de Catalunya. Il. Fina Rifà. Barcelona: La Galera, 1975

## Premis
- 1969 Folch i Torres per Les presoneres de Tabriz